# Микита Кожум'яка (мультфільм, 1965)
«Микита Кожум'яка» — анімаційний фільм 1965 року Творчого об'єднання художньої мультиплікації студії Київнаукфільм, режисер — Ніна Василенко.
Мультфільм знято за мотивами народних оповідок часів Київської Русі (IX—XIII ст.). Приклад якісного і точного зображення печенігів, їх антропологічних рис і побуту. Консультантом був С. Р. Кілієвич, відомий київський археолог, дослідник давньоруського Києва.

## Сюжет
Легенда про киянина, який пробрався крізь облогу печенігами Києва до князя Святослава і врятував місто.

## Відзнаки
II ВКФ, Київ 1966 — Диплом журі